# Kibale-Nationalpark
Der Kibale-Nationalpark (offizielle Bezeichnung engl.: Kibale National Park, bis 2005 Kibale Forest Primate Reserve) liegt im Westen Ugandas in der Nähe von Fort Portal und umfasst ein Gebiet von 766 km². Die  Universität Makerere betreibt eine Biologische Station im Park.

## Geschichte
Das Gebiet wurde bereits 1932 als registriertes Waldreservat als schutzwürdig identifiziert, jedoch erst 1993 als Schutzgebiet ausgewiesen. Der Park bildet mit dem Queen-Elizabeth-Nationalpark ein zusammenhängendes Waldschutzgebiet.
Mit der Ausweisung zum Nationalpark 2005 und mehr Infrastruktur in dem Gebiet nahm auch der touristische Verkehr zu.

## Fauna

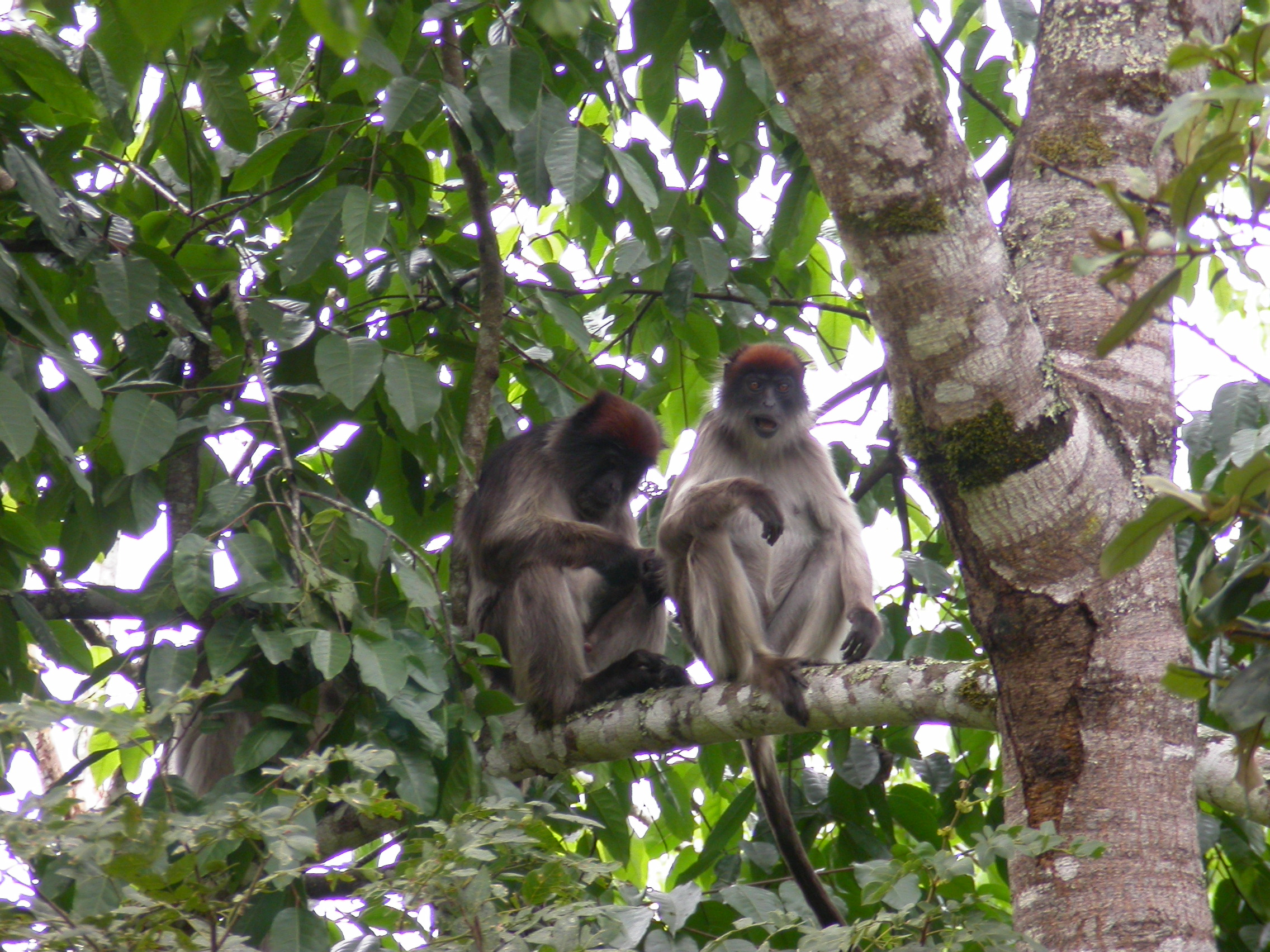
Uganda-Stummelaffe im Kibale National Park

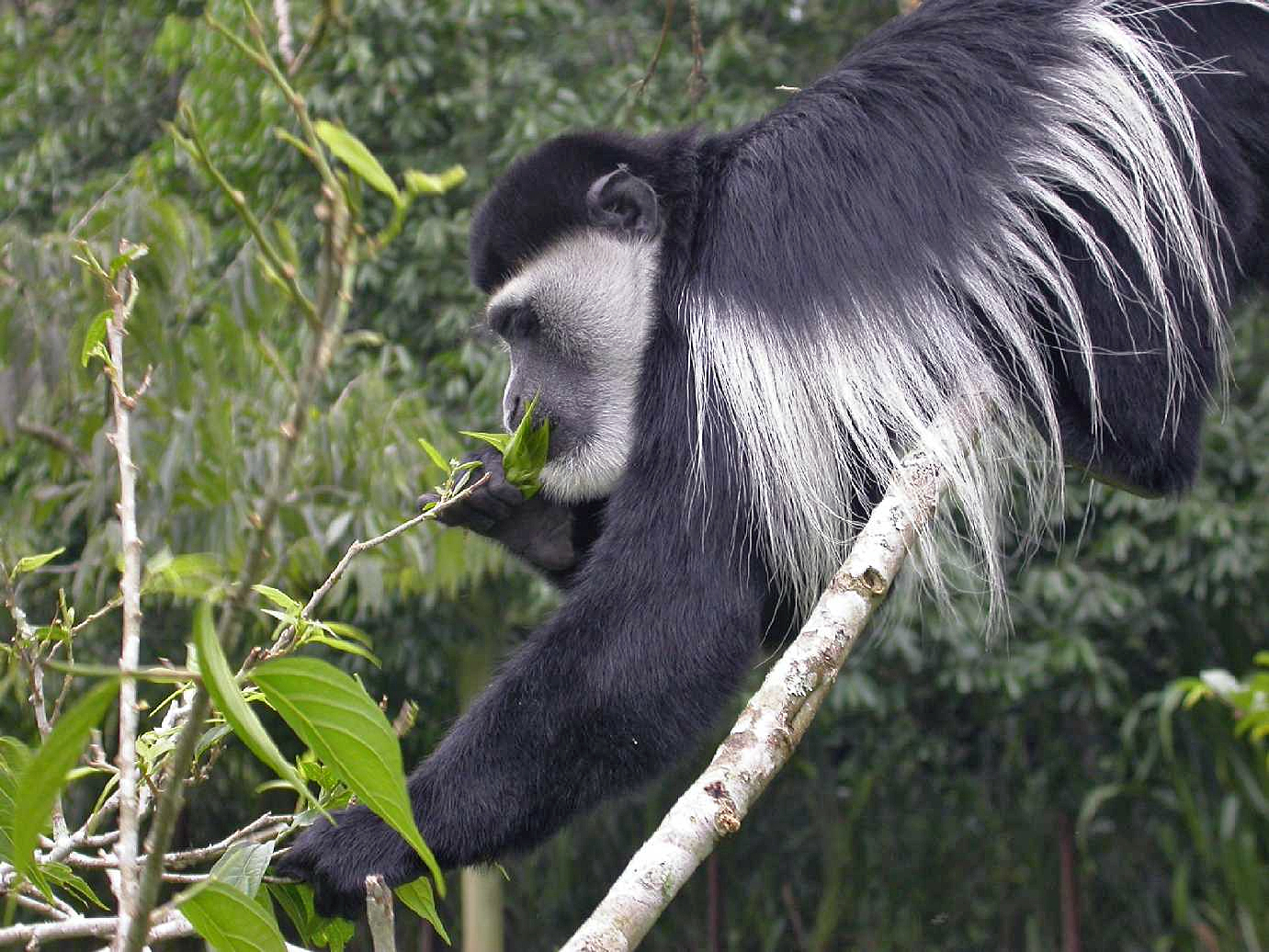
Mantelaffe im Kibale National Park

Auf dem Gebiet des Parks leben 13 Arten von Primaten. Eine große Schimpansen-Population (Pan troglodytes) lebt in den Wäldern und hat hier ihr wichtigstes Rückzugsgebiet in Uganda. Neben dem schwarz-weißen Mantelaffen (auch Schwarz-weißer Kolubus, Colobus guereza) kommt auch der Uganda-Stummelaffe (auch Roter Guereza oder Roter Kolubus, Piliocolobus tephrosceles) vor. In den Wäldern leben Waldelefanten (Loxodonta cyclotis) und andere Großsäuger.
Seit 1987 wird das Verhalten der Schimpansen in dem von Richard Wrangham initiierten Kibale Chimpanzee Project erforscht.
Die Schmetterlingsfauna im Gebiet ist Gegenstand langjähriger Forschung.
Zwischen dem Queen-Elizabeth-Nationalpark und dem Kibale National Park gibt es einen Wildtierkorridor, um einen Wildwechsel zwischen beiden Gebieten zu gewährleisten. Östlich des Parks liegt das Bigodi wetland sanctuary innerhalb des Sumpfgebiets Magombe swamp.

## Belege
1. ↑  The Kibale Chimpanzee Project.
2. ↑  Thomas Baron et al. (2017): The second Afrotropical Lepidoptera Workshop in Uganda—A contribution to the Lepidoptera fauna of Kibale National Park and the Mpanga Forest Reserve. Entomologische Zeitschrift, Schwanfeld 127.2 (2017): 77–105.